# Simone Bolelli
Simone Bolelli (Cervinara, 8 oktober 1985) is een tennisser uit Italië. Hij is prof sinds 2003.

## Palmares
| Legenda                       | Legenda               |
| ----------------------------- | --------------------- |
| Grand Slam                    |                       |
| Olympische Spelen             |                       |
| tot 2009                      | vanaf 2009            |
| Tennis Masters Cup            | ATP Finals            |
| ATP Masters Series            | ATP Tour Masters 1000 |
| ATP International Series Gold | ATP Tour 500          |
| ATP International Series      | ATP Tour 250          |

### Enkelspel
| Nr.                          | Datum             | Toernooi      | Ondergrond    | Tegenstander in finale | Score         |         |
| ---------------------------- | ----------------- | ------------- | ------------- | ---------------------- | ------------- | ------- |
| verloren finales             |                   |               |               |                        |               |         |
| 1.                           | 4 mei 2008        | ATP München   | Gravel        | Nicolás Almagro        | 6-7, 7–6, 3-6 | details |
| gewonnen finales challengers |                   |               |               |                        |               |         |
| 1.                           | 9 juli 2006       | Biella        | Gravel        | Ivo Minář              | 7-5, 3-6, 7-6 |         |
| 2.                           | 10 september 2006 | Como          | Gravel        | Federico Luzzi         | 4-6, 6-3, 6-2 |         |
| 3.                           | 6 mei 2007        | Tunis         | Gravel        | Andrei Pavel           | 4-6, 7-6, 6-2 |         |
| 4.                           | 11 november 2007  | Bratislava    | Hardcourt (i) | Alejandro Falla        | 4-6, 7-6, 6-1 |         |
| 5.                           | 4 juli 2010       | Tunis         | Gravel        | Potito Starace         | 7-6, 6-2      |         |
| 6.                           | 8 mei 2011        | Rome          | Gravel        | Eduardo Schwank        | 2-6, 6-1, 6-3 |         |
| 7.                           | 4 maart 2012      | Florianópolis | Gravel        | Blaž Kavčič            | 6-3, 6-4      |         |
| 8.                           | 22 juli 2012      | Recanati      | Gravel        | Fabrice Martin         | 6-3, 6-2      |         |
| 9.                           | 16 februari 2014  | Bergamo       | Hardcourt (i) | Jan-Lennard Struff     | 7-6, 6-4      |         |
| 10.                          | 27 april 2014     | Vercelli      | Gravel        | Mate Delic             | 6-2, 6-2      |         |
| 11.                          | 4 mei 2014        | Tunis         | Gravel        | Julian Reister         | 6-4, 6-2      |         |
| 12.                          | 27 juli 2014      | Oberstaufen   | Gravel        | Michael Berrer         | 6-4, 7-6      |         |

### Dubbelspel
| Nr.                               | Datum             | Toernooi            | Ondergrond    | Partner            | Tegenstanders in finale             | Score                |         |
| --------------------------------- | ----------------- | ------------------- | ------------- | ------------------ | ----------------------------------- | -------------------- | ------- |
| gewonnen finales mannendubbelspel |                   |                     |               |                    |                                     |                      |         |
| 1.                                | 1 mei 2011        | ATP München         | Gravel        | Horacio Zeballos   | Andreas Beck Christopher Kas        | 7–6, 6–4             | details |
| 2.                                | 31 juli 2011      | ATP Umag            | Gravel        | Fabio Fognini      | Marin Čilić Lovro Zovko             | 6-3, 5-7, [10-7]     | details |
| 3.                                | 24 februari 2013  | ATP Buenos Aires    | Gravel        | Fabio Fognini      | Nicholas Monroe Simon Stadler       | 6-3, 6-2             | details |
| 4.                                | 1 februari 2015   | Australian Open     | Hardcourt     | Fabio Fognini      | Pierre-Hugues Herbert Nicolas Mahut | 6-4, 6-4             | details |
| 5.                                | 27 februari 2016  | ATP Dubai           | Hardcourt     | Andreas Seppi      | Feliciano López Marc López          | 6-2, 3-6, [14-12]    | details |
| 6.                                | 14 maart 2021     | ATP Santiago        | Gravel        | Máximo González    | Federico Delbonis Jaume Munar       | 7-6(4), 6-4          | details |
| 7.                                | 29 mei 2021       | ATP Parma           | Gravel        | Máximo González    | Oliver Marach Aisam-ul-Haq Qureshi  | 6-3, 6-3             | details |
| 8.                                | 26 juni 2021      | ATP Mallorca        | Gras          | Máximo González    | Novak Djokovic Carlos Gómez-Herrera | Walk-over            | details |
| 9.                                | 20 februari 2022  | ATP Rio de Janeiro  | Gravel        | Fabio Fognini      | Jamie Murray Bruno Soares           | 7-5, 6-7(2), [10-6]  | details |
| 10.                               | 31 juli 2022      | ATP Umag            | Gravel        | Fabio Fognini      | Lloyd Glasspool Harri Heliövaara    | 5-7, 7-6(6), [10-7]  | details |
| 11.                               | 19 februari 2023  | ATP Buenos Aires    | Gravel        | Fabio Fognini      | Nicolás Barrientos Ariel Behar      | 6–2, 6–4             | details |
| verloren finales mannendubbelspel |                   |                     |               |                    |                                     |                      |         |
| 1.                                | 21 oktober 2012   | ATP Moskou          | Hardcourt (i) | Daniele Bracciali  | František Čermák Michal Mertiňák    | 5-7, 3-6             | details |
| 2.                                | 2 maart 2013      | ATP Acapulco        | Gravel        | Fabio Fognini      | Łukasz Kubot David Marrero          | 5-7, 2-6             | details |
| 3.                                | 22 maart 2015     | ATP Indian Wells    | Hardcourt     | Fabio Fognini      | Vasek Pospisil Jack Sock            | 4-6, 7-6, [7-10]     | details |
| 4.                                | 19 april 2015     | ATP Monte Carlo     | Gravel        | Fabio Fognini      | Bob Bryan Mike Bryan                | 6-7, 1-6             | details |
| 5.                                | 18 oktober 2015   | ATP Shanghai        | Hardcourt     | Fabio Fognini      | Raven Klaasen Marcelo Melo          | 3-6, 3-6             | details |
| 6.                                | 22 juli 2018      | ATP Båstad          | Gravel        | Fabio Fognini      | Julio Peralta Horacio Zeballos      | 3-6, 5-6             | details |
| 7.                                | 22 september 2019 | ATP Sint-Petersburg | Hardcourt (i) | Matteo Berrettini  | Divij Sharan Igor Zelenay           | 3-6, 6-3, [8-10]     | details |
| 8.                                | 19 oktober 2019   | ATP Moskou          | Hardcourt (i) | Andrés Molteni     | Marcelo Demoliner Matwé Middelkoop  | 1-6, 2-6             | details |
| 9.                                | 10 april 2021     | ATP Cagliari        | Gravel        | Andrés Molteni     | Lorenzo Sonego Andrea Vavassori     | 3-6, 4-6             | details |
| 10.                               | 22 mei 2021       | ATP Genève          | Gravel        | Máximo González    | John Peers Michael Venus            | 2-6, 5-7             | details |
| 11.                               | 15 januari 2022   | ATP Sydney          | Hardcourt     | Fabio Fognini      | John Peers Filip Polášek            | 5-7, 5-7             | details |
| 12.                               | 17 juli 2022      | ATP Båstad          | Gravel        | Fabio Fognini      | John Peers David Vega Hernández     | 4-6, 6-3, [11-13]    | details |
| 13.                               | 25 juni 2023      | ATP Halle           | Gras          | Andrea Vavassori   | Marcelo Melo John Peers             | 6–7(3), 6–3, [6–10]  | details |
| 14.                               | 30 juli 2023      | ATP Umag            | Gravel        | Fabio Fognini      | Blaž Rola Nino Serdarušić           | 6–4, 6–7(2), [13–15] | details |
| gewonnen finales challengers      |                   |                     |               |                    |                                     |                      |         |
| 1.                                | 30 juli 2006      | Recanati            | Hardcourt     | Davide Sanguinetti | Sebastian Rieschick Viktor Troicki  | 6-1, 3-6, [10-4]     |         |
| 2.                                | 10 februari 2008  | Bergamo             | Hardcourt (i) | Andreas Seppi      | James Cerretani Igor Zelenay        | 6-3, 6-0             |         |

### Landencompetities
| Nr.              | Datum               | Toernooi  | Ondergrond    | Partner(s)                                                  | Tegenstanders                                                           | Score               | Ref.    |
| ---------------- | ------------------- | --------- | ------------- | ----------------------------------------------------------- | ----------------------------------------------------------------------- | ------------------- | ------- |
| Gewonnen finales |                     |           |               |                                                             |                                                                         |                     |         |
| 1.               | 21-26 november 2023 | Davis Cup | Hardcourt (i) | Jannik Sinner Lorenzo Musetti Matteo Arnaldi Lorenzo Sonego | Alex de Minaur Matthew Ebden Alexei Popyrin Max Purcell Jordan Thompson | 2-0 (2 wedstrijden) | Details |
| Verloren finales |                     |           |               |                                                             |                                                                         |                     |         |
| 1.               | 7 januari 2021      | ATP Cup   | Hardcourt     | Matteo Berrettini Fabio Fognini Andrea Vavassori            | Andrej Roebljov Daniil Medvedev Jevgeni Donskoj Aslan Karatsev          | 0-2 (2 wedstrijden) | Details |

## Resultaten grote toernooien
| Legenda | Legenda                          |
| ------- | -------------------------------- |
| g.t.    | geen toernooi gehouden           |
| l.c.    | lagere categorie                 |
| –       | niet deelgenomen                 |
| G       | uitgeschakeld in de groepsfase   |
| 1R      | uitgeschakeld in de eerste ronde |
| 2R      | uitgeschakeld in de tweede ronde |
| 3R      | uitgeschakeld in de derde ronde  |
| 4R      | uitgeschakeld in de vierde ronde |
| KF      | uitgeschakeld in de kwartfinale  |
| HF      | uitgeschakeld in de halve finale |
| F       | de finale verloren               |
| W       | het toernooi gewonnen            |
| w-v     | winst/verlies-balans             |

### Enkelspel
| grandslamtoernooien  |      |      |      |      |      |      |    |      |      |      |     |      |      |      |      |      |
| Australian Open      | –    | –    | 2R   | 2R   | 1R   | –    | –  | 1R   | –    | 2R   | 2R  | –    | –    | –    | –    | –    |
| Roland Garros        | –    | 2R   | 3R   | 2R   | 1R   | 2R   | 1R | 1R   | 2R   | 3R   | 1R  | 2R   | 1R   | 1R   | –    | –    |
| Wimbledon            | –    | 2R   | 3R   | 2R   | –    | 3R   | 1R | 1R   | 3R   | 1R   | –   | 2R   | 2R   | –    | g.t. | –    |
| US Open              | –    | 2R   | 1R   | 1R   | –    | –    | –  | –    | 2R   | 1R   | –   | –    | –    | –    | –    | –    |
| ATP Masters 1000     |      |      |      |      |      |      |    |      |      |      |     |      |      |      |      |      |
| Indian Wells         | –    | –    | 1R   | 1R   | –    | –    | –  | –    | –    | 2R   | –   | –    | –    | –    | g.t. | –    |
| Miami                | –    | 3R   | 1R   | 1R   | –    | –    | 1R | 2R   | –    | 2R   | 1R  | –    | –    | –    | g.t. | –    |
| Monte Carlo          | –    | –    | 2R   | 3R   | 1R   | –    | 1R | –    | 1R   | 1R   | –   | –    | –    | –    | g.t. | –    |
| Madrid               | l.c. | l.c. | l.c. | 2R   | –    | –    | –  | –    | –    | 3R   | –   | –    | –    | –    | g.t. | –    |
| Rome                 | 1R   | 1R   | 3R   | 1R   | 2R   | 1R   | –  | –    | 2R   | 1R   | –   | –    | –    | –    | –    | –    |
| Montreal/Toronto     | –    | –    | 1R   | –    | –    | –    | –  | –    | –    | –    | –   | –    | –    | –    | g.t. | –    |
| Cincinnati           | –    | –    | 2R   | 1R   | –    | –    | –  | –    | –    | –    | –   | –    | –    | –    | –    | –    |
| Shanghai             | l.c. | l.c. | l.c. | –    | –    | –    | –  | –    | –    | 1R   | –   | –    | –    | –    | g.t. | g.t. |
| Parijs               | –    | –    | 2R   | –    | –    | –    | –  | –    | –    | –    | –   | –    | –    | –    | –    | –    |
| olympisch            |      |      |      |      |      |      |    |      |      |      |     |      |      |      |      |      |
| Olympische Spelen    | g.t. | g.t. | –    | g.t. | g.t. | g.t. | –  | g.t. | g.t. | g.t. | –   | g.t. | g.t. | g.t. | g.t. | –    |
| statistieken         |      |      |      |      |      |      |    |      |      |      |     |      |      |      |      |      |
| totaal aantal titels | 0    | 0    | 0    | 0    | 0    | 0    | 0  | 0    | 0    | 0    | 0   | 0    | 0    | 0    | 0    | 0    |
| eindejaarsranking    | 127  | 67   | 41   | 93   | 107  | 134  | 84 | 245  | 55   | 58   | 464 | 171  | 141  | 334  | 506  | 898  |

### Dubbelspel
| toernooi             | 2006 | 2007 | 2008 | 2009 | 2010 | 2011 | 2012 | 2013 | 2014 | 2015 | 2016 | 2017 | 2018 | 2019 | 2020 | 2021 | 2022 | 2023 | 2024 |
| -------------------- | ---- | ---- | ---- | ---- | ---- | ---- | ---- | ---- | ---- | ---- | ---- | ---- | ---- | ---- | ---- | ---- | ---- | ---- | ---- |
| grandslamtoernooien  |      |      |      |      |      |      |      |      |      |      |      |      |      |      |      |      |      |      |      |
| Australian Open      | –    | –    | 1R   | KF   | 3R   | –    | 2R   | HF   | 2R   | W    | 2R   | –    | –    | 1R   | 3R   | 3R   | HF   | 1R   |      |
| Roland Garros        | –    | 1R   | 1R   | 2R   | –    | –    | 1R   | –    | 2R   | HF   | –    | 1R   | 1R   | –    | 2R   | 3R   | 1R   | 2R   |      |
| Wimbledon            | –    | 1R   | 1R   | 1R   | –    | –    | –    | –    | 2R   | 1R   | –    | –    | –    | –    | g.t. | HF   | –    | 2R   |      |
| US Open              | –    | 1R   | 1R   | 3R   | –    | HF   | –    | –    | 1R   | 1R   | –    | 3R   | 2R   | –    | 2R   | 2R   | 3R   | 1R   |      |
| ATP Finals           |      |      |      |      |      |      |      |      |      |      |      |      |      |      |      |      |      |      |      |
| ATP Finals           | –    | –    | –    | –    | –    | –    | –    | –    | –    | G    | –    | –    | –    | –    | –    | –    | –    | –    |      |
| ATP Masters 1000     |      |      |      |      |      |      |      |      |      |      |      |      |      |      |      |      |      |      |      |
| Indian Wells         | –    | –    | 1R   | 2R   | –    | –    | –    | –    | –    | F    | –    | –    | –    | –    | g.t. | 2R   | 1R   | KF   |      |
| Miami                | –    | –    | –    | 1R   | –    | –    | –    | –    | 1R   | 2R   | 1R   | –    | –    | –    | g.t. | –    | HF   | 1R   |      |
| Monte Carlo          | KF   | –    | –    | –    | –    | –    | 1R   | –    | 2R   | F    | –    | –    | HF   | –    | g.t. | 1R   | –    | 1R   |      |
| Madrid               | l.c. | l.c. | l.c. | 1R   | –    | –    | –    | –    | –    | 1R   | –    | –    | –    | –    | g.t. | –    | KF   | 2R   |      |
| Rome                 | 1R   | 1R   | 1R   | 2R   | KF   | HF   | 1R   | –    | 1R   | 2R   | –    | 1R   | 1R   | 1R   | 1R   | –    | HF   | 2R   |      |
| Montreal/Toronto     | –    | –    | –    | –    | –    | –    | –    | –    | –    | –    | –    | –    | –    | –    | g.t. | 2R   | 2R   | –    |      |
| Cincinnati           | –    | –    | 2R   | –    | –    | –    | –    | –    | –    | 2R   | –    | –    | –    | –    | –    | 2R   | 2R   | –    |      |
| Shanghai             | l.c. | l.c. | l.c. | –    | –    | 2R   | –    | –    | –    | F    | –    | –    | –    | –    | g.t. | g.t. | g.t. | –    |      |
| Parijs               | –    | –    | –    | –    | –    | –    | –    | –    | –    | –    | –    | –    | –    | –    | –    | 1R   | 2R   | –    |      |
| olympisch            |      |      |      |      |      |      |      |      |      |      |      |      |      |      |      |      |      |      |      |
| Olympische Spelen    | g.t. | g.t. | 1R   | g.t. | g.t. | g.t. | –    | g.t. | g.t. | g.t. | –    | g.t. | g.t. | g.t. | g.t. | –    | g.t. | g.t. |      |
| statistieken         |      |      |      |      |      |      |      |      |      |      |      |      |      |      |      |      |      |      |      |
| totaal aantal titels | 0    | 0    | 0    | 0    | 0    | 2    | 0    | 1    | 0    | 1    | 1    | 0    | 0    | 0    | 0    | 3    | 2    | 1    | 0    |
| eindejaarsranking    | 171  | 425  | 113  | 68   | 167  | 39   | 274  | 55   | 143  | 13   | 123  | 171  | 97   | 80   | 68   | 25   | 21   | 55   |      |